# Ахмиров, Касим Шабанович
Каси́м Шаба́нович Ахми́ров (24 января 1923 — 6 июня 1951) — советский офицер, участник Великой Отечественной войны, командир стрелкового взвода 383-го стрелкового полка 121-й стрелковой дивизии 60-й армии Центрального фронта, младший лейтенант.
Герой Советского Союза (17.10.1943), гвардии старший лейтенант запаса с сентября 1946 года.

## Биография
Родился 24 января 1923 года в татарском селе Алтата (ныне — Дергачёвского района Саратовской области) в крестьянской семье. Татарин. В 1934 году с семьёй переехал в Казахстан, в Приуральский район (ныне Западно-Казахстанская область), Красновский мясосовхоз № 62, где учился в русской школе. Образование неполное среднее. В 1941 году окончил 7 классов.
В Красную армию призван 23 марта 1942 года Китабским райвоенкоматом Кашкадарьинской области Узбекской ССР. В действующей армии с июля 1942 года. С 15 апреля 1942 года по 1 июля 1942 года обучался на курсах младших лейтенантов Воронежского фронта. С 1 июля 1942 года — командир стрелкового взвода. Член ВКП(б) с 1943 года.
Командир стрелкового взвода 383-го стрелкового полка (121-я стрелковая дивизия, 60-я армия, Центральный фронт) кандидат в члены ВКП(б) младший лейтенант Касим Ахмиров особо отличился в сентябре 1943 года в боях в районе восточнее города Конотоп Сумской области Украины.
4 сентября 1943 года вверенное офицеру К. Ш. Ахмирову подразделение с ходу форсировало реку Сейм. В бою за село Чумаково, когда был убит командир стрелковой роты, младший лейтенант Ахмиров принял на себя командование ротой, поднял бойцов в атаку и с честью выполнил боевую задачу.
Указом Президиума Верховного Совета СССР от 17 октября 1943 года за образцовое выполнение боевых заданий командования на фронте борьбы с немецко-фашистскими захватчиками и проявленные при этом мужество и героизм младшему лейтенанту Ахмирову Касиму Шабановичу присвоено звание Героя Советского Союза с вручением ордена Ленина и медали «Золотая Звезда» (№ 1919).
По окончании боёв в Венгрии К. Ш. Ахмиров — помощник коменданта венгерского города Секешехервар. В ноябре 1945 года окончил курсы усовершенствования офицерского состава. С сентября 1946 года гвардии старший лейтенант К. Ш. Ахмиров — в запасе.
Возвратился в Кашкадарьинскую область Узбекистана — в город Шахрисабз. Работал на Шахрисабзском консервном заводе.
Касим Шабанович погиб при исполнении служебных обязанностей 6 июня 1951 года в городе Белогорск Амурской области.

## Награды
- Медаль «Золотая Звезда» Героя Советского Союза (№ 1919) (17.10.1943)[3]
- Орден Ленина (17.10.1943)
- Орден Красного Знамени (30.10.1943)[4]
- Орден Отечественной войны I степени (23.05.1945)[5]
- Медали, в том числе:
  - Медаль «За победу над Германией в Великой Отечественной войне 1941—1945 гг.»
  - Медаль «За взятие Берлина»
  - Медаль «За освобождение Праги»

## Память
- Похоронен в Белогорске на Никольском кладбище.
- В честь Касима Шабановича Ахмирова названа средняя школа в Погодаево_(Западно-Казахстанская_область)